# London Bridge Is Falling Down
A London Bridge Is Falling Down (más címváltozatban My Fair Lady vagy London Bridge) egy számtalan változatban létező tradicionális angol gyermekdal és énekjáték. A dal és a játék eredete a késő középkorig nyúlik vissza, de a vers legkorábbi feljegyzése a 17. századból származik. A mai formájához közel azonos dalszöveget először a 18. század közepén nyomtatták és a 19. században vált igazán népszerűvé, különösképp az Egyesült Királyságban és Amerikában. 
A modern dallam első feljegyzése 19. század vége felé történt. A játék hasonlít középkori elődjére, de mai formáját a 19. század végén nyerte el. A Roud Folk Song Indexben 502-es az azonosító száma. Számos elmélet született a dal jelentésére és a refrénben szereplő fair lady személyazonosságára. A dal a világ egyik legismertebb dala, rengeteg irodalmi és popkulturális utalás született már rá.

## Dalszöveg
| London Bridge Is Falling Down Probléma esetén lásd:Médiafájlok kezelése. |

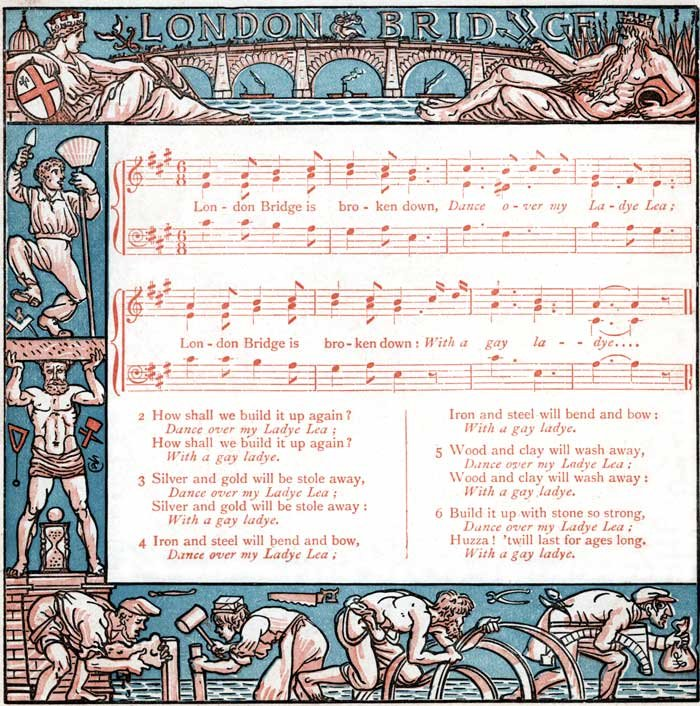
Illusztráció Walter Crane A Baby’s Bouquet című művéből (1877 körül)

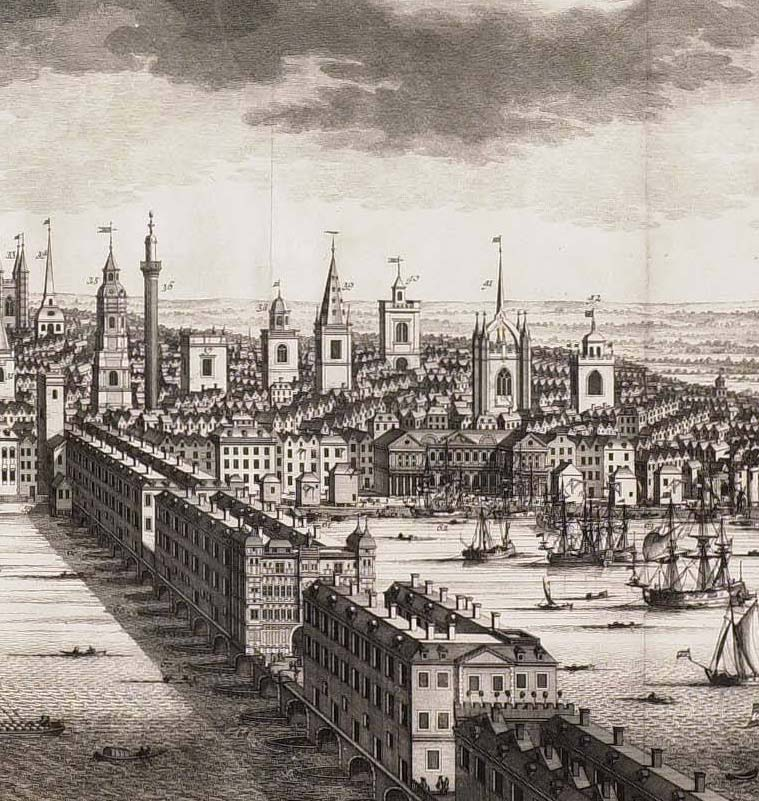
Az öreg London Bridge látképe 1710-ben

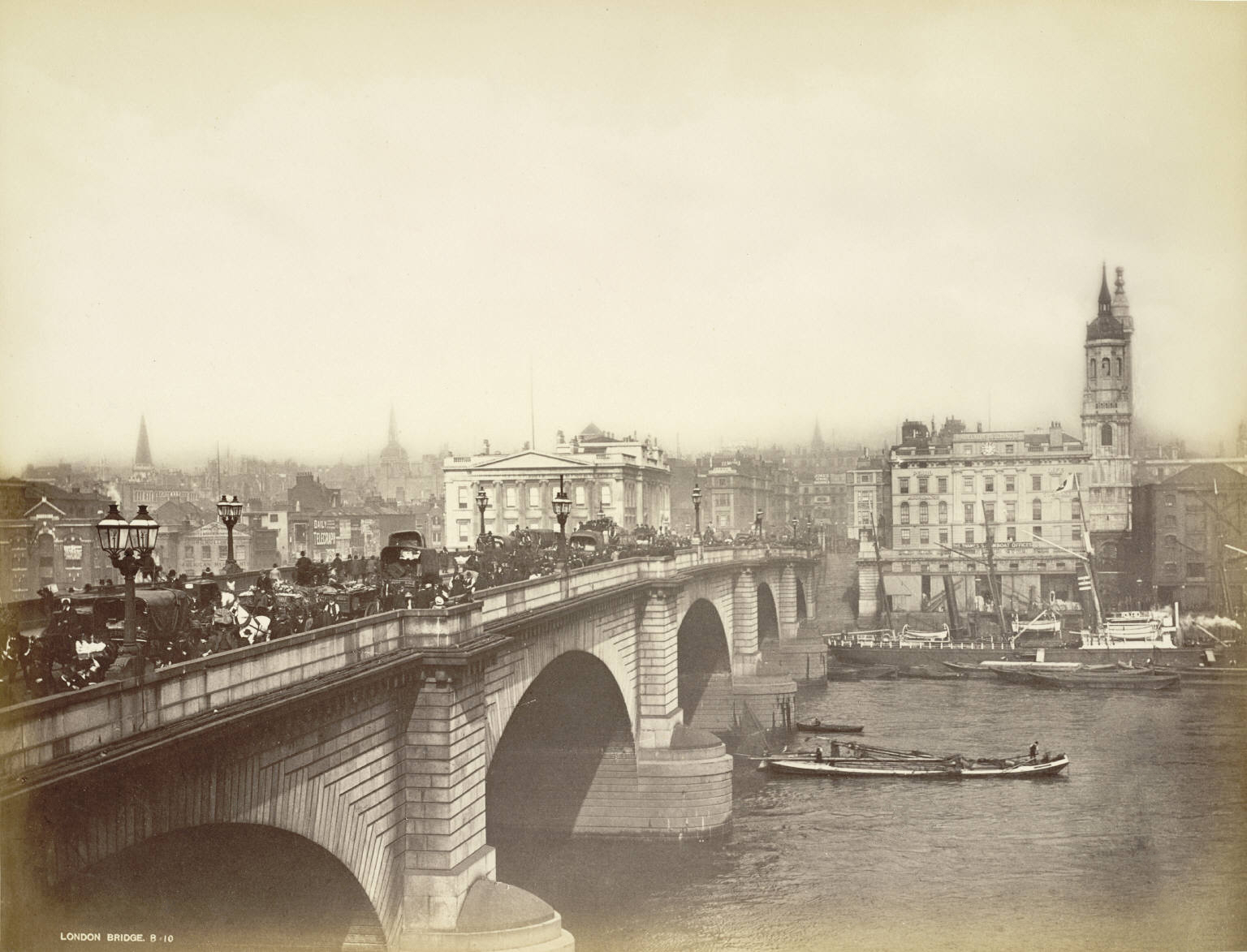
Az új London Bridge a 19. század végén

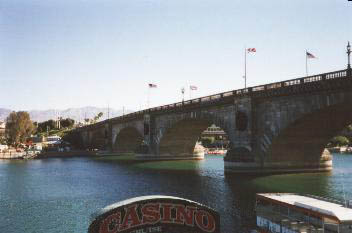
A rekonstruált új London Bridge Lake Havasu City-ben, Arizonában

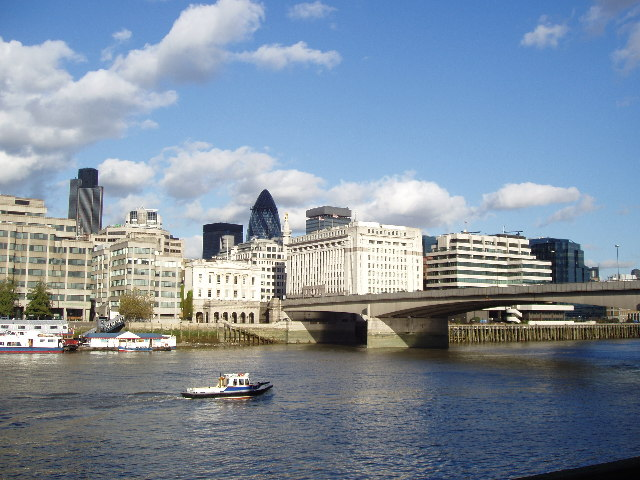
A mai vasbeton London Bridge

A dalnak számos szövegváltozata ismert. A leggyakrabban használt első versszak:
London Bridge is falling down,

Falling down, falling down.

London Bridge is falling down,

My fair lady.

A fenti verssor Iona és Peter Opie 1951-es változatából volt idézve. A teljes dalszöveg:

London Bridge is broken down,

Broken down, broken down.

London Bridge is broken down,

My fair lady.

Build it up with wood and clay,

Wood and clay, wood and clay,

Build it up with wood and clay,

My fair lady.

Wood and clay will wash away,

Wash away, wash away,

Wood and clay will wash away,

My fair lady.

Build it up with bricks and mortar,

Bricks and mortar, bricks and mortar,

Build it up with bricks and mortar,

My fair lady.

Bricks and mortar will not stay,

Will not stay, will not stay,

Bricks and mortar will not stay,

My fair lady.

Build it up with iron and steel,

Iron and steel, iron and steel,

Build it up with iron and steel,

My fair lady.

Iron and steel will bend and bow,

Bend and bow, bend and bow,

Iron and steel will bend and bow,

My fair lady.

Build it up with silver and gold,

Silver and gold, silver and gold,

Build it up with silver and gold,

My fair lady.

Silver and gold will be stolen away,

Stolen away, stolen away,

Silver and gold will be stolen away,

My fair lady.

Set a man to watch all night,

Watch all night, watch all night,

Set a man to watch all night,

My fair lady.

Suppose the man should fall asleep,

Fall asleep, fall asleep,

Suppose the man should fall asleep?

My fair lady.

Give him a pipe to smoke all night,

Smoke all night, smoke all night,

Give him a pipe to smoke all night,

My fair lady.

A vers negyedekből, trochaikus négyütemű katalektikus verssorosokból áll (az egyes sorok négy metrikus, két szótagos lábból állnak, melyekben a hangsúly az első szótagra esik páronként; az utolsó láb abban a sorban, ahol hiányzik a hangsúlytalan szótag), amelyeket gyakran használnak gyermekversekben. A leggyakoribb formájában dupla ismétlésekre támaszkodik, mintsem a rímképletre, amiket gyakran használnak eszközként a gyermekversekben és történetekben.

## Dallam

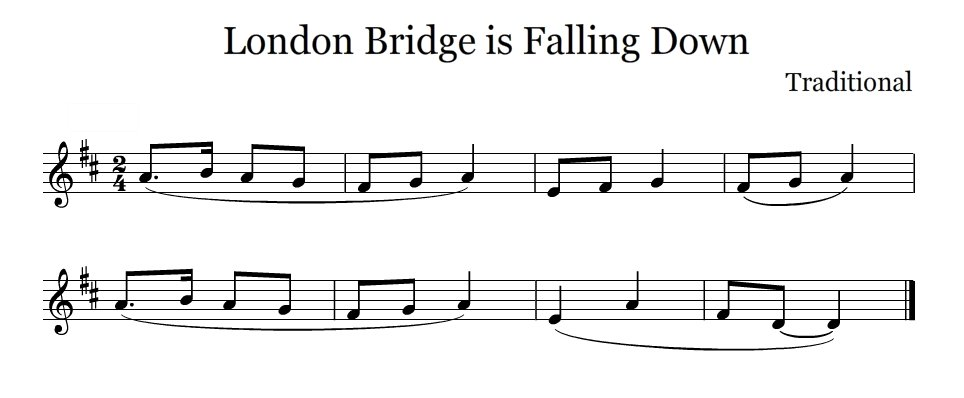
A London Bridge mai formájának dallama.

A London Bridge dallamát először John Playford The Dancing Master című 1718-ban kiadott könyvében publikálta, de ez eltér a dal mai formájától és dalszöveget sem tartalmazott. Blackwood's Magazine egy 1821-es kiadásában megjegyezte, hogy a vers azonosságokat mutat Nancy Dawson Nuts in May gyerekdalával, és ugyanaz a dallam jelent meg Richard Thomson 1827-es Chronicles of London Bridge művében is.
Samuel Arnold egy másik dallamot jegyzett le 1797-ben Juvenile Amusements című művében. E. F. Rimbault 1836-os Nursery Rhymes című művében azonos kezdő verssort, viszont más dallamot jegyzett le. A vers mai formájának dallamát először 1879-ben rögzítette az amerikai A. H. Rosewig National Songs and Games című könyvében.

## A játék

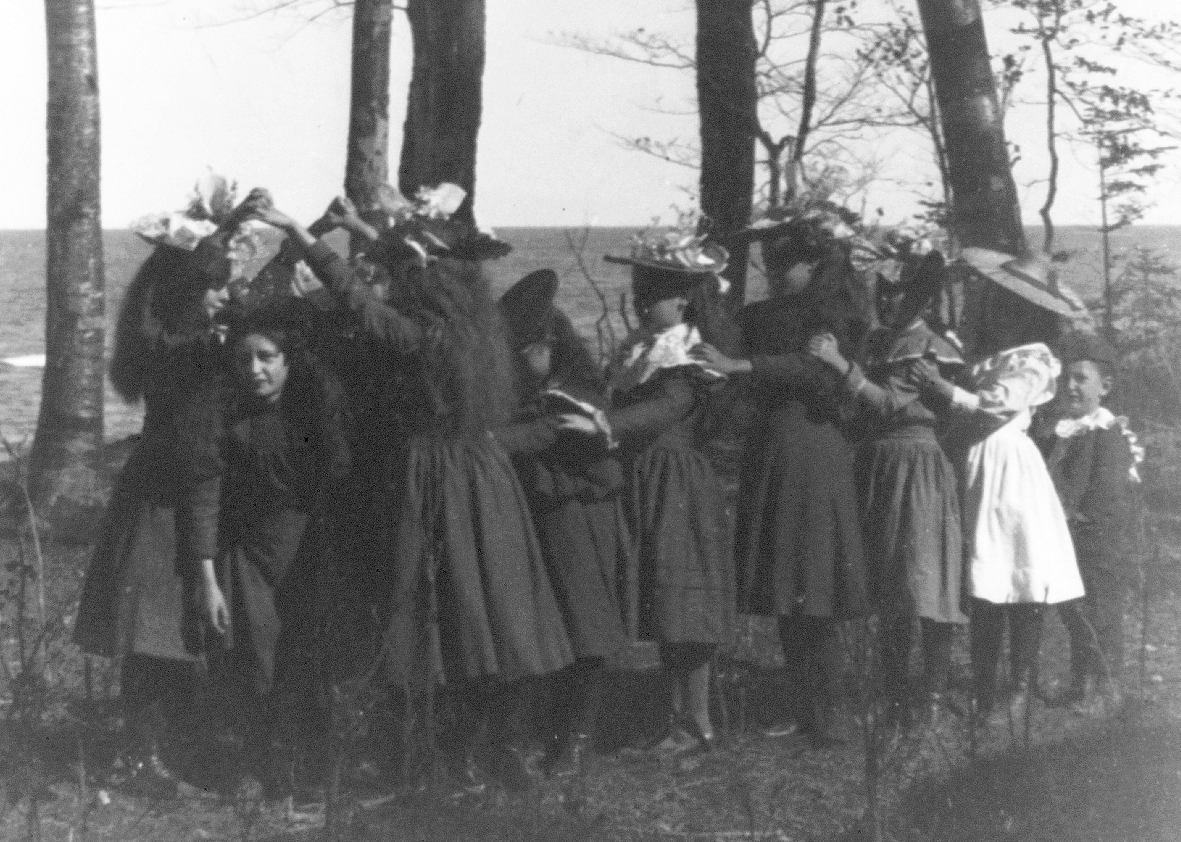
Lányok London Bridge-t játszanak 1898-ban

A dalt gyakran használják gyerekek énekjátékaihoz, amelyek számtalan változatban léteznek, akár további verssorokkal kiegészülve. A legtöbb változat cselekvései hasonlóak az Oranges and Lemons gyerekdalhoz. Leggyakrabban két játékos kézen fogva egy boltívet formál, ami alatt a többiek libasorban átmennek. A boltív a dal végére egyre alacsonyabb, hogy így foglyul ejtsen egy játékost. Amerikában gyakori, hogy a megfogottak két csapatra osztva kötélhúzásban kell megvívjanak egymással. Angliában a 19. századig az énekhez körtáncot jártak, de a boltíves játék is ismert volt már a késő középkori Európában.
Alice Gomme 1894-ben publikált kilenc verziója közül már öt a tartalmaz utalásokat egy rabra, aki ellopott egy órát és egy láncot. Ez egy késő 19. századi beütés lehet a Hark the Robbers, vagy a Watch and Chain nevű játékokból. Ezt a dalt azonos dallammal énekelték és a London Bridge egy változata lehetett, vagy egy másik játék maradványa. Az egyik változat első két versszakának dalszövege:
Who has stole my watch and chain,

Watch and chain, watch and chain;

Who has stole my watch and chain,

My fair lady?

Off to prison you must go,

You must go, you must go;

Off to prison you must go,

My fair lady.

## Eredete

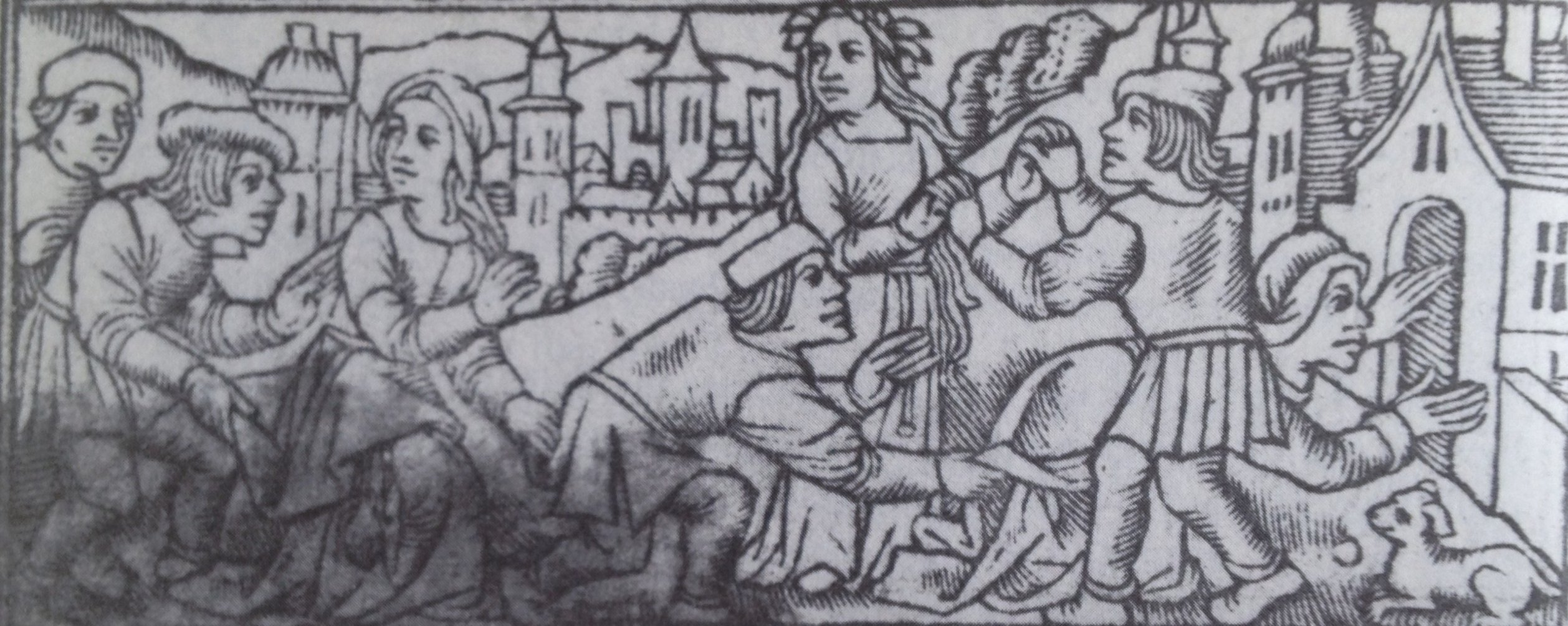
Philippe Pigouchet: Heures a lusaige de Paris (1497)

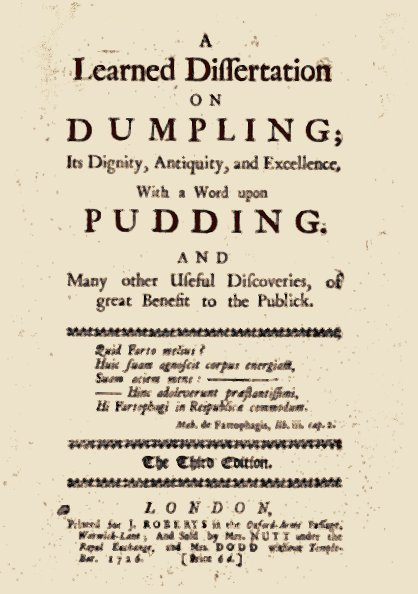
A Dumpling and Pudding harmadik kiadásának borítója, ami tartalmazza Henry Carey Namby Pamby (1725) című szatíráját, ami az egyik legkorábbi fennmaradt mű, ami utal a dalra

Hasonló dalok megtalálhatók szerte Európában, amelyek korábbra datálhatóak mint angol társaik. Ezek közé tartozik a dán Knippelsbro Går Op og Ned, a német Die Magdeburger Brück, a 16. századi francia pont chus és a 14. századi olasz Le porte. Lehetséges, hogy a dalt ezekből a forrásokból vették át és dolgozták át úgy, hogy illeszkedjen Anglia leghíresebb hídjához.
Az egyik legkorábbi utalás a dalra angolul az 1657-ben nyomtatott The London Chaunticleres komédia, ami valószínűleg 1636 körül íródott, amiben a tejesasszony Curds állítja, hogy fiatalkorában „táncolt a London Bridge épületén” („she had danced the building of London-Bridge”), habár semmi nem utal rá. Szélesebb körben való elterjedését Henry Carey Namby Pamby 1725-ös szatírája sugallja, s ekképp jelenik meg:
Namby Pamby is no Clown,

London Bridge is broken down:

Now he courts the gay Ladee

Dancing o'er The Lady-Lee.

A legrégebben fennmaradt változatot a Gentleman's Magazine publikálta 1823-ban. Ezt levélben kapták valakitől, aki azt állította, egy nőtől hallotta, aki gyerekkorában, II. Károly angol király uralkodása alatt hallotta a dalt:

London Bridge is broken down,

Dance over the Lady Lea;

London Bridge is broken down,

With a gay lady (la-dee).

A fenti versszakot a London bridge is broken down helyett ismételték és a lentiek követték.

Then we must build it up again.

What shall we build it up withal?

Build it up with iron and steel,

Iron and steel will bend and break.

Build it up with wood and stone,

Wood and stone will fall away.

Then we must set a man to watch,

Suppose the man should fall asleep?

Then we must put a pipe in his mouth,

Suppose the pipe should fall and break?

Then we must set a dog to watch,

Suppose the dog should run away?

Then we must chain him to a post.

A legkorábbi nyomtatott angol nyelvű változat a legrégebbi fennmaradt gyerekdalgyűjteményben, John Newbery Tommy Thumb's Pretty Song Book (1744 körül íródott) gyűjteményében található a következő szöveggel:

London Bridge

Is Broken down,

Dance over my Lady Lee.

London Bridge

Is Broken down

With a gay Lady.

How shall we build

It up again,

Dance over my Lady Lee, &c.

Build it up with

Gravel, and Stone,

Dance over my Lady Lee, &c.

Gravel, and Stone,

Will wash away,

Dance over my Lady Lee, &c.

Build it up with

Iron, and Steel,

Dance over my Lady Lee, &c.

Iron, and Steel,

Will bend, and Bow,

Dance over my Lady Lee, &c.

Build it up with

Silver, and Gold,

Dance over my Lady Lee, &c.

Silver, and Gold

Will be stolen away,

Dance over my Lady Lee, &c.

Then we'l set

A man to Watch,

Dance over my Lady Lee.

Then we'l set

A man to Watch,

With a gay Lady.

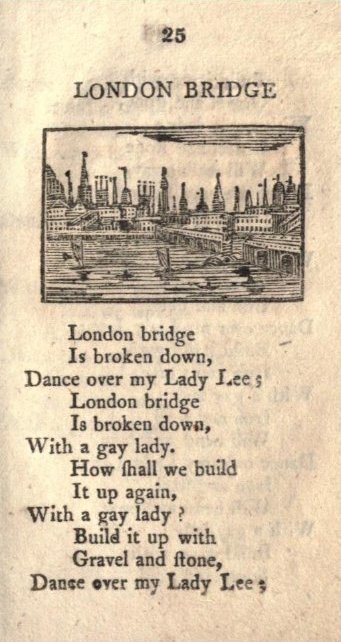
A dal első oldala a Tommy Thumb's Pretty Song Book egy 1815-ös kiadásában

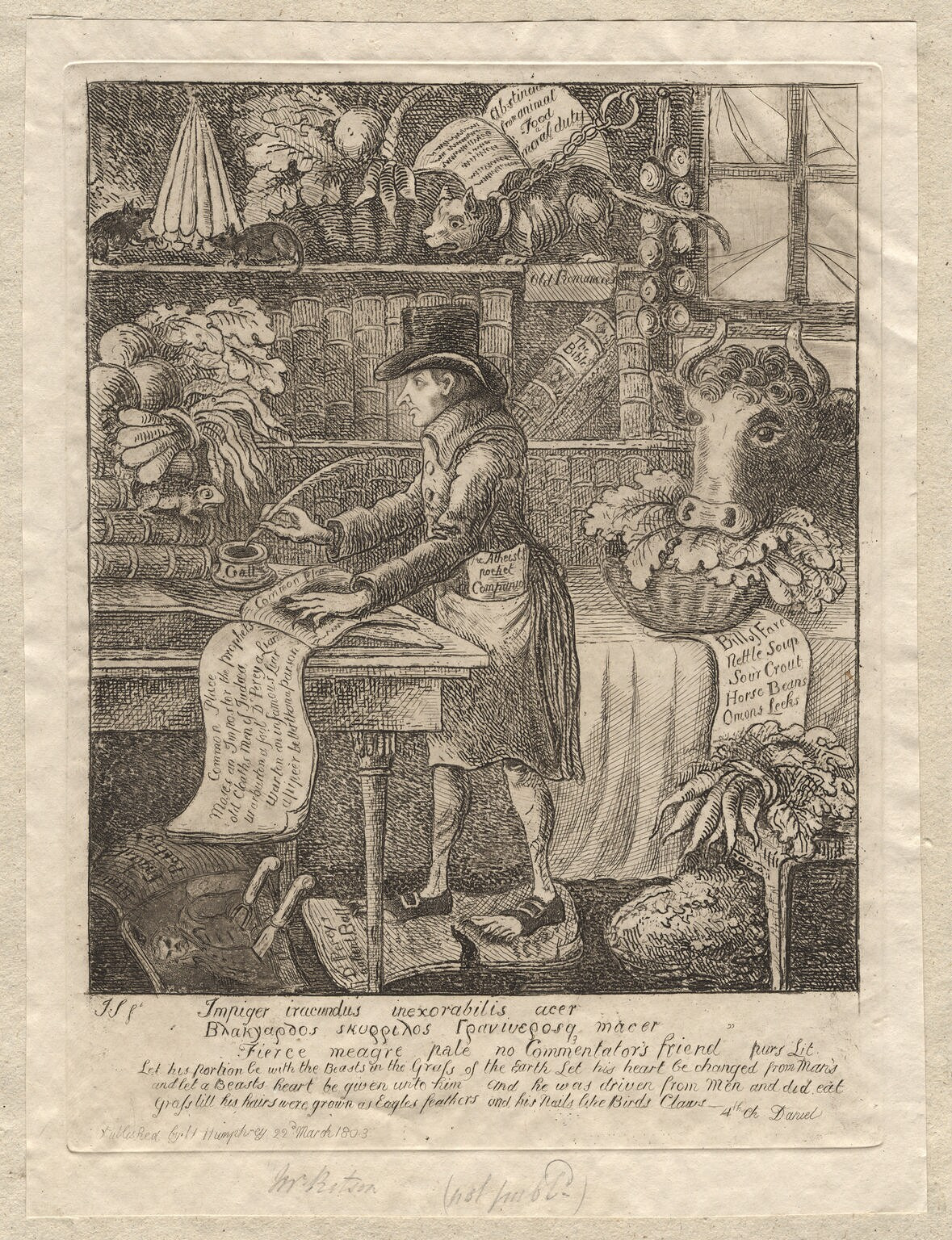
James Ritson, akinek Gammer Gurton's Garland műve tartalmazza a dal egyik legkorábbi változatát (James Sayers metszete, 1803)

James Ritson Gammer Gurton's Garland 1784-es művében található változat hasonló, de az utolsó versszakot a következővel helyettesíti:
Build it up with stone so strong,

Dance o'er my Lady lee,

Huzza! 'twill last for ages long,

With a gay lady.

## Jelentése

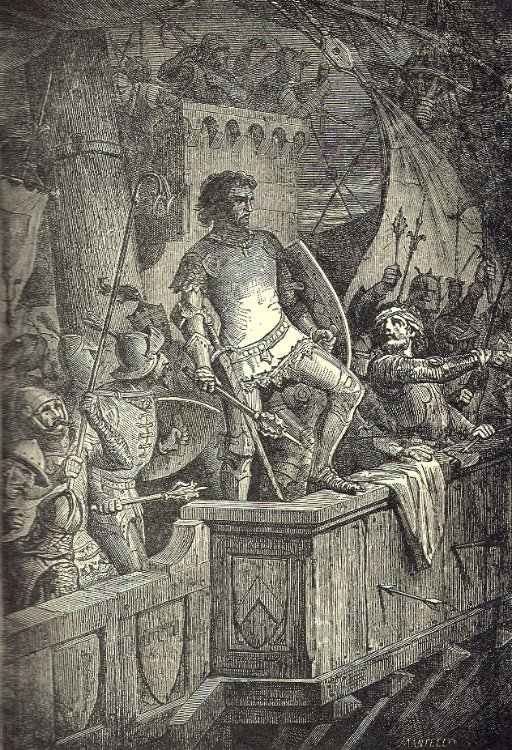
Nagy Knut a London Bridge-nél II. Olaf norvég király támadásának idején. Illusztráció egy 1894-es viktoriánus gyerekkönyvből

A dal jelentése nem tisztázott: szólhat egyszerűen a Temze áthidalásának problémáiról, de számos egyéb teória is létezik.

### Viking támadás
Az egyik elmélet szerint a dal kapcsolódik ahhoz, amikor 1014-ben (vagy 1009-ben) II. Olaf norvég király elpusztította a London Bridge-et. A Heimskringla norvég saga 19. századi fordítása Samuel Laing 1844-es kiadásában tartalmaz egy versszakaszt, ami hasonlóságot mutat a dallal:
London Bridge is broken down. —

Gold is won, and bright renown.

Shields resounding,

War-horns sounding,

Hild is shouting in the din!

Arrows singing,

Mail-coats ringing —

Odin makes our Olaf win!
A modern fordítások egyértelművé teszik, hogy Laing valószínűleg modellként használta a dalt a saját szabad fordításához és a London Bridge sem jelenik meg a vers kezdetétől, ezért nem valószínű, hogy a dal egy korábbi változata lenne. Egyes történészek kétségbe vonják, hogy a támadásra valaha is sor került volna.

### Gyermekáldozat

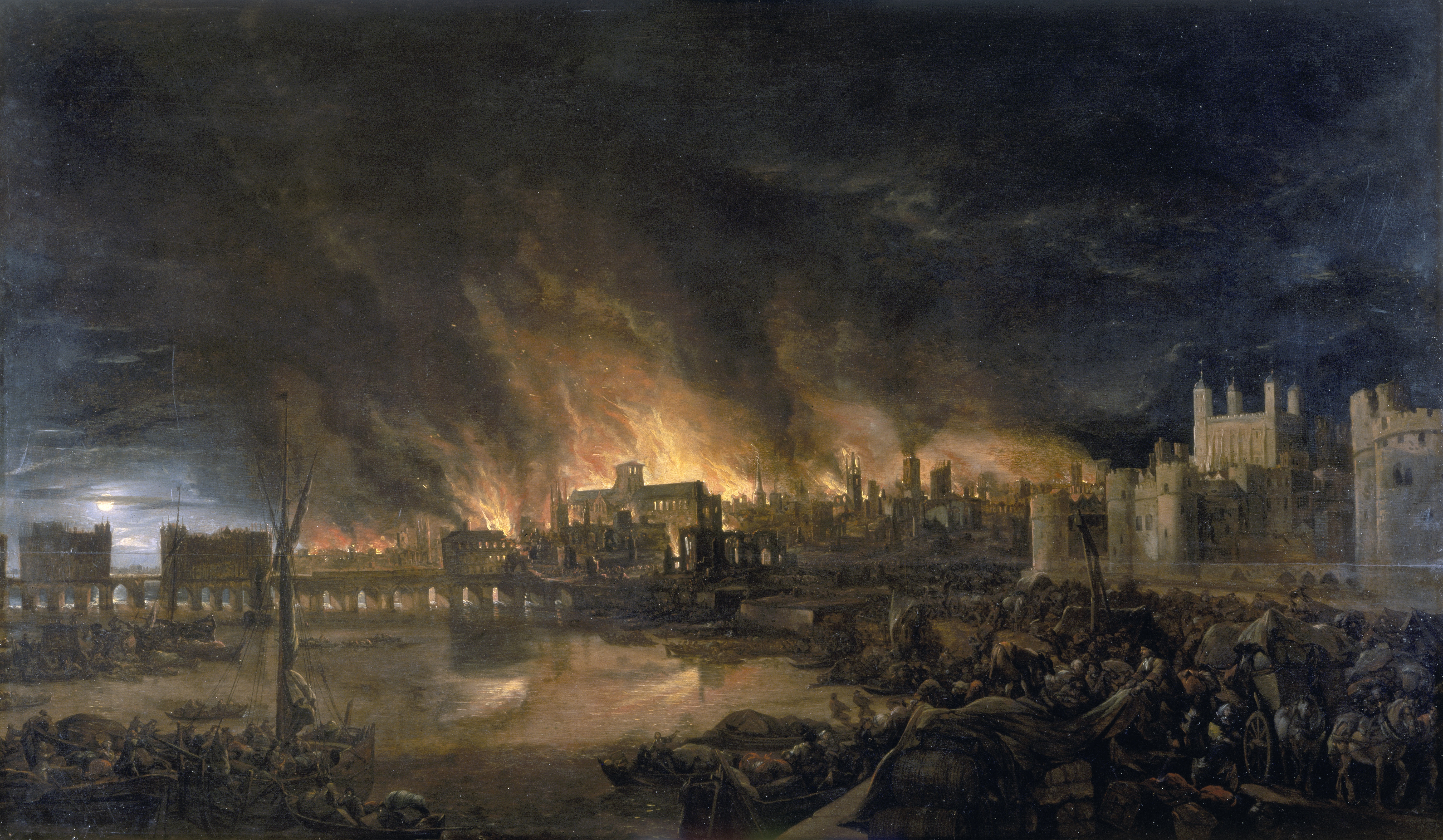
A nagy londoni tűzvész részlete ismeretlen festőtől. A London Tower a jobb, míg a London Bridge a bal oldalt látható

Az elmélet szerint a dal utal egy, a híd alapjainál (lehet, hogy élve) eltemetett gyermekre. Ez azon a babonán alapult, hogy egy híd összeomlik, hacsak nem temetnek egy emberi áldozatot a híd alapjaihoz és hogy a híd őre valójában egy emberáldozat, aki vigyáz a hídra. Azonban nincs régészeti bizonyíték semmilyen emberi maradványra a London Bridge alapjainál.

### A híd kora és sérülései
Egészen a 18. század közepéig a régi London Bridge volt az egyetlen átkelőhely a Temzén Londonban, ami egy 1633-as tűvészben megrongálódott. A nagy 1666-os londoni tűzvész idején ezek a sérülések megakadályozták a lángok tovaterjedését a Temze déli oldalára, valamint megóvták a hidat a további károktól. A hidat tartó 19 boltív akadályozta a folyami közlekedést és a folyó áramlását. 1758 és 1762 között minden lakóépületet és boltot lebontottak a hídon, valamint a középső boltíveket egyesítették a jobb hajózhatóság miatt. 1799-ben pályázatot írtak ki a régi híd helyén építendő új London Bridge tervére. Az új híd 1831-ben nyílt meg, amit 1968-ban darabokra szedtek és az amerikai Lake Havasu Citybe szállítottak és ott újból felépítettek. A mai London Bridge hidat 1973 novemberében avatták fel.

### A fair lady személye

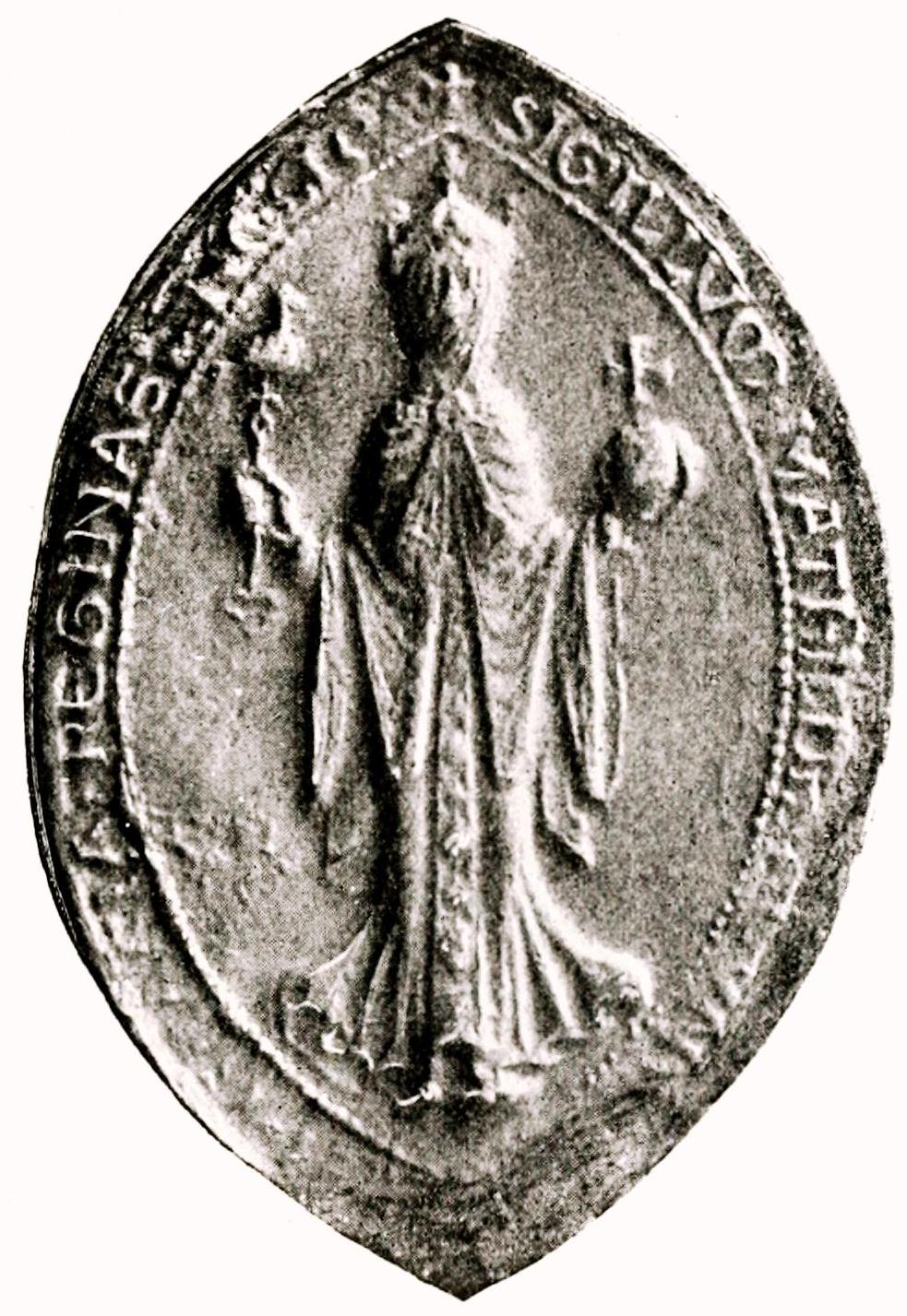
Skóciai Matild angol királyné pecsétje, a fair lady személyének egyik lehetséges jelöltje

Számos kísérlet történt „fair lady”, „lady gay” vagy „lady lee/lea” személyének megállapítására. Lehetséges jelentések:
- Skóciai Matild angol királyné (1080 körül–1118) I. Henrik angol király felesége, akinek 1110 és 1118 között volt a feladata a Lea folyót átszelő hidak építtetése London-Colchester között, valamint a folyó mellékágai mentén Bow-Stratford között.[10]
- Provence-i Eleonóra (1223 körül–91) III. Henrik angol király felesége, aki 1269 és 1281 között birtokolta a híd bevételeit.[10]
- A Stoneleigh Parkból (Warwickshire) származó Leigh család egy tagja, akiknek családi története szerint egy emberi áldozat fekszik az építmény alatt.
- A Lea folyó, a Temze egyik mellékfolyója.

## Utalások az irodalomban és a popkultúrában
A 19. század végéig az egyik legismertebb dal volt az angol nyelvű területeken. Rengeteg irodalmi és popkultúrális utalás született rá, mint például T. S. Eliot 1922-es The Waste Land versében utalt rá. A dal utolsó verssora ihlette valószínűleg Lerner és Loewe 1956-os My Fair Lady musicaljét. Az angol futballdrukkerek gyakran használják a dallamot énekük alapjának. A dal felfedezhető a Kurosicudzsi anime egyik negatív szereplőjénél is, valamint a Zankjó no Terror egyik epizódjában is. A dal első versszakát használják a 2014-es horrorjáték, a Five Nights at Freddy’s 2 előzetesében, habár a játékban nem szerepel.

## Fordítás
- Ez a szócikk részben vagy egészben  a   London Bridge is Falling Down című angol Wikipédia-szócikk ezen változatának fordításán alapul.  Az eredeti cikk szerkesztőit annak laptörténete sorolja fel. Ez a jelzés csupán a megfogalmazás eredetét és a szerzői jogokat jelzi, nem szolgál a cikkben szereplő információk forrásmegjelöléseként.